# シャスポー銃
シャスポー銃（シャスポーじゅう、Chassepot、正式にはFusil modèle 1866）は、1870-1871年の普仏戦争で使用されたフランス軍のボルトアクション後装式歩兵銃である。

## 概要
軍用ライフルの歴史において大きな進歩を残した先発のドライゼ銃を参考に、第二帝政を象徴する先進的な技術を用いて製造され、前装式のミニエー銃を旧式化させて取って替わった。しかし、紙製薬莢を使用する技術的な限界のために金属薬莢の登場で旧式化し、金属薬莢を使用するグラース銃 (Fusil Gras mle 1874) へ改造された。
幕末の日本においても、シャスポー銃（旧日本軍の記録には“シヤスポー”と記されている）がナポレオン3世から江戸幕府に贈呈され、当時最新鋭の銃器とされた。また、金属薬莢式へ改造されたシャスポー/グラース銃を国産化する計画が進められた結果、日本初の国産小銃となった13年式村田銃が誕生した。倒幕派の主力だったエンフィールド銃・スナイドル銃と並んで、日本とも縁の深い銃である。
製造はサン＝テティエンヌ、シャテルロー及びチュールの各造兵廠で行われた。また、ライセンス生産でイギリス（バーミンガム）、ベルギー（リエージュ）、イタリア（プラセンティア及びブレシア）でも多数が製造された。1870年の時点で、フランス陸軍が調達可能だった数はおよそ120万丁にのぼった。生産は普仏戦争の4年後、1875年2月に終了した。

## 歴史

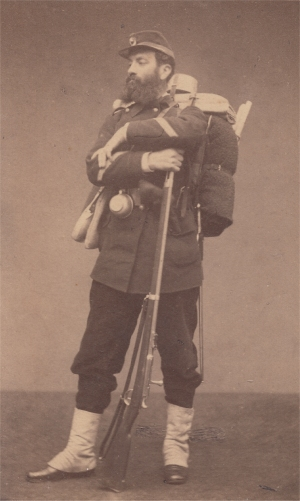
シャスポー銃を持ったフランス兵: 普仏戦争当時

銃の名は、発明者であるアントワーヌ・アルフォンス・シャスポー (1833 - 1905) に由来する。シャスポーは1857年から様々な後装式銃を試作していた。シャスポー銃の最初の試作銃が完成したのは1866年の8月頃で、1866年の普墺戦争で後装式のドライゼ銃を使用したプロイセン側が大勝した事に危機感を覚えたフランス陸軍によって、急遽制式ライフルとして採用された。初めての実戦投入は翌1867年11月3日のメンターナの戦いで、プロイセンと同盟していたガリバルディの兵に対してだった。戦果はすぐさまフランス議会に報告され、"Les Chassepots ont fait merveille!"すなわち「シャスポー銃は見事にやってくれました！」というものだった。 
普仏戦争では、同じ後装式のプロイセン軍のドライゼ銃に対して、ガスの閉鎖性に優れるシャスポー銃は倍の射程を誇った。しかし、フランスより巧みに新技術（鉄道・電信）と組織（参謀本部・諜報部）を活用し、周到な戦争準備を進めていたプロイセン軍の前にフランス軍は大敗を喫し、第二帝政自体も崩壊した。
皮肉にも、シャスポー銃が最も活躍したのは普仏戦争直後のパリ・コミューン鎮圧だった。3万人にも上るフランス人を殺戮・処刑するために、仏軍外人部隊を中心とするヴェルサイユ軍によって使用され、不名誉な歴史を残す結果となった。

## ドライゼ銃からの改良点

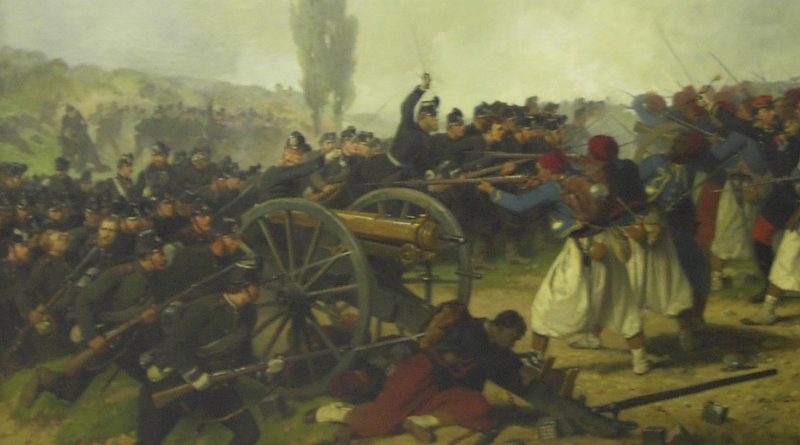
ミトラィユーズ斉発砲陣地を守備するシャスポー銃を装備した仏軍外人部隊のセネガル兵と、ドライゼ銃を持って突撃するプロイセン第13猟兵大隊の兵士: 仏軍の敗北後に外人部隊兵士達の銃口はパリ市民へ向けられた。
普仏戦争を描いた独連邦軍事博物館所蔵絵画

### 構造

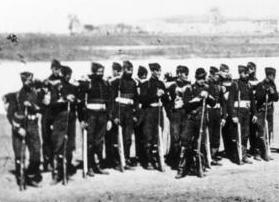
普仏戦争時のフランス軍部隊: シャスポー銃のボルトハンドルが確認できる: 1870年8月: Metzにて

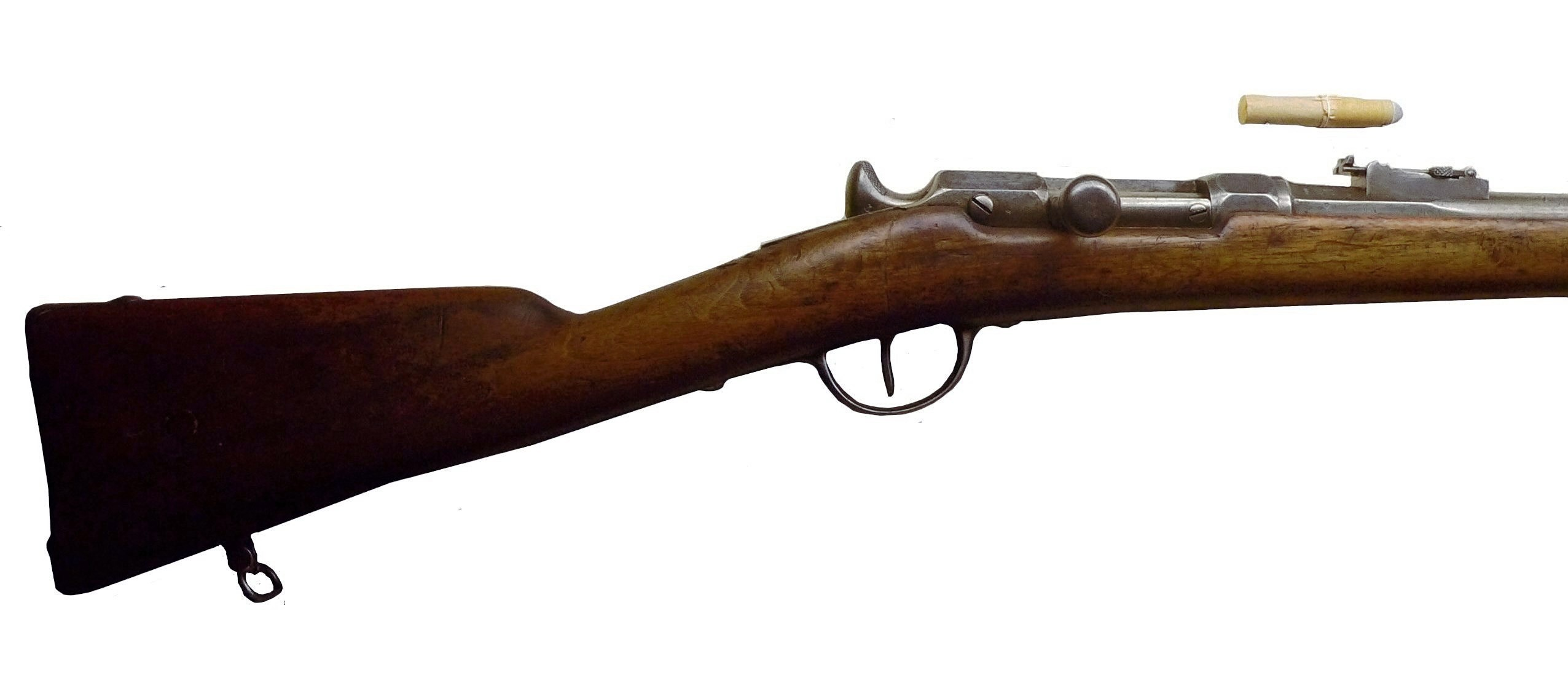
機関部とカートリッジ

発射前/左と発射後/右のボルト先端部ゴムリングによる密閉の仕組み

ドライゼ銃は、ガス漏れを抑えるために当時の前装銃よりも弱装の弾薬を使用したことで、弾道特性と有効射程を犠牲にしていた。これに対して、ガス漏れを完全に防いだシャスポー銃は口径を11mm（ドライゼ銃は15.4mm）に絞りつつ、火薬量を増やして410m/sまで初速を速め（ドライゼ銃は300m/s）、低伸な弾道を実現することで1,200mもの最大射程（ドライゼ銃は600m）を得ており、当時の欧州各国軍が使用した軍用銃の中でも飛び抜けて高性能な銃だった。
シャスポー銃は、先発のドライゼ銃を参考としたボルトによって銃身後端の薬室が閉鎖されるボルトアクション閉鎖機構を持ち、その基本構造はドライゼ銃の亜流と言える。また、ボルトによる閉鎖・撃発機構やガス漏れ防止のデザインは、先行したドライゼ銃の改良型であるJoseph DorschやKarl August Luckによる改良型に酷似しており、先行した改良型同様にボルト先端が銃身（薬室）後端内部に挿入される形状へ変更されていた。
しかし、ドライゼ銃および先行改良型が発射時のガス漏れを完全には克服できなかったのに対して、シャスポー銃ではボルト先端のガス漏れ防止用ゴムリングをボルト外周まで大型化し、薬室内の火薬の燃焼に直接曝される部分には大型のボルトヘッドを取り付けて焼損防止が図られており、発射ガスの完全な密閉に成功している。
当時のゴムは、加硫法の発明で工業製品への利用が可能となったばかりの貴重かつ高価な新素材だった。フランスは1861年にコーチシナを獲得しており、熱帯地域の海外植民地に形成したプランテーションからゴムを軍需品として安定供給できる、数少ない国のひとつになっていた。このことが、ゴムの使用を前提とするシャスポー銃の配備を可能にしていた。
シャスポー銃のボルトは、先端とボルト本体が分離パーツとなっており、その間に当時の新素材だったゴムのリングが挟まれた構造となっている。
参照: 分解されたシャスポー銃のボルト
右端のコマ状の部品がボルト先端とゴムリングである。
参照:シャスポー銃用ゴムリング（生ゴム製）
発射時の圧力でボルト先端が後方に押されると、ゴムのリングが押し潰されて外径が膨張しながら薬室内壁に密着し、高温・高圧のガスが射手の手や顔に吹き付けて火傷を負わせるのを防ぐ。火薬が燃え尽きてボルト先端にかかる圧力が低下すると、ゴムのリングは元の外径に戻って密着は解かれるため、射手は困難なくボルトを操作できた。
また密閉用のゴムリングは、発射数を重ねるにつれて焼損して徐々に密閉が不十分になるが、ガス漏れに気付いた兵士自身が戦場で容易に交換できた。
ガス漏れ防止機構以外の構造上の違いは、ドライゼ銃がボルトを引いて薬室を開放した後にボルトを戻して閉鎖する際に撃針のスプリングにテンションが掛かる（コックオン・クロージング方式）のに対して、シャスポー銃はボルト後端に撃鉄を兼ねたコッキングピースが露出しており、薬室開放に当たっては親指でコッキングピースを引いて撃針のスプリングにテンションを掛けてからボルトを操作して開放する必要があった。コッキングピースを直接引いてコッキングする手法は、その後の多くのボルトアクションにも引き継がれた機能であるが、ボルト開放とコッキングの操作が別である事は速射時の操作性に難があったようで、後の改良型であるグラース銃ではボルトの引き起こしとコッキングが連動して動作する方式（コックオン・オープニング方式）に改められた。

### 弾薬

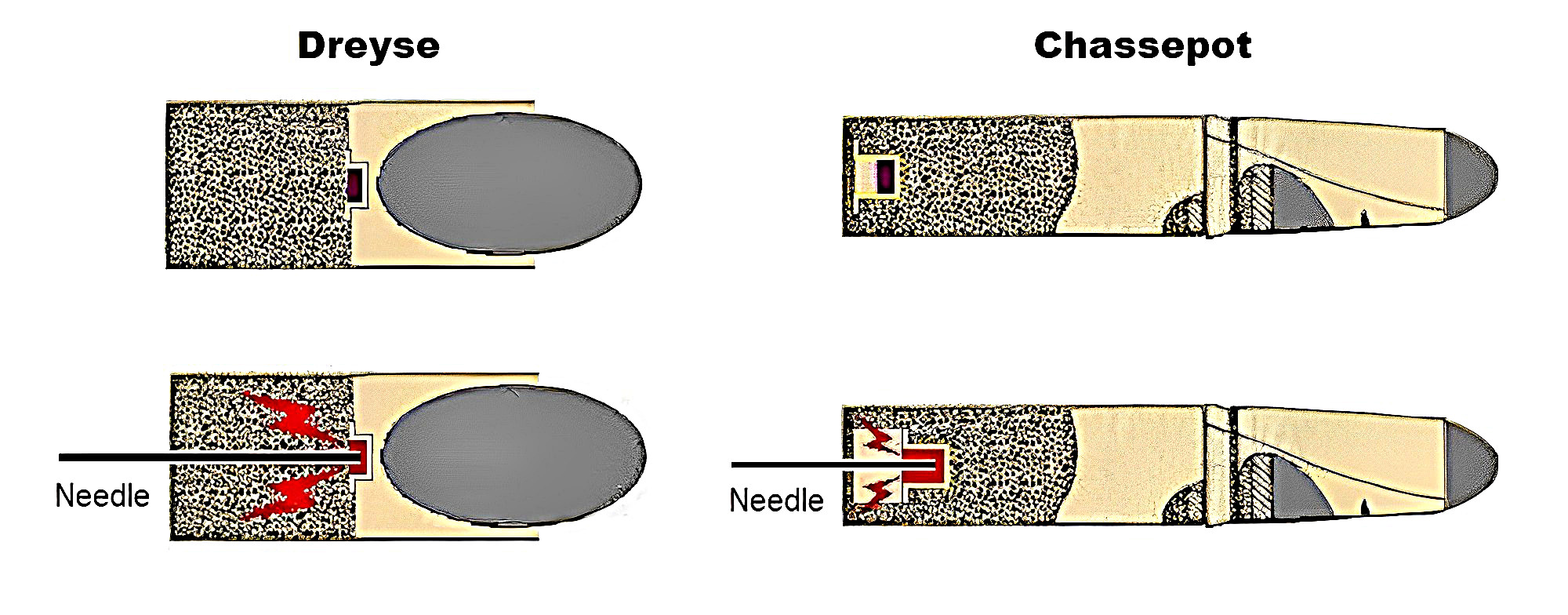
紙製薬莢の内部構造
左 : ドライゼ
右 : シャスポー
紫色の部分が銅製のキャップに詰められた雷汞
雷管の開口部が現代薬莢とは逆向きである点に注意

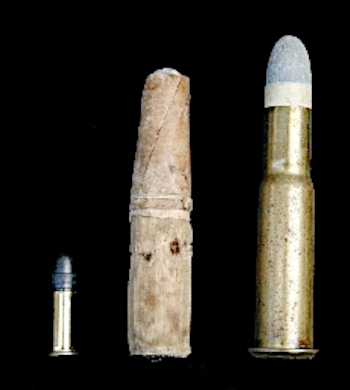
（左から）22LR弾、シャスポー用紙製薬莢、グラース銃用11mmx59.5R弾

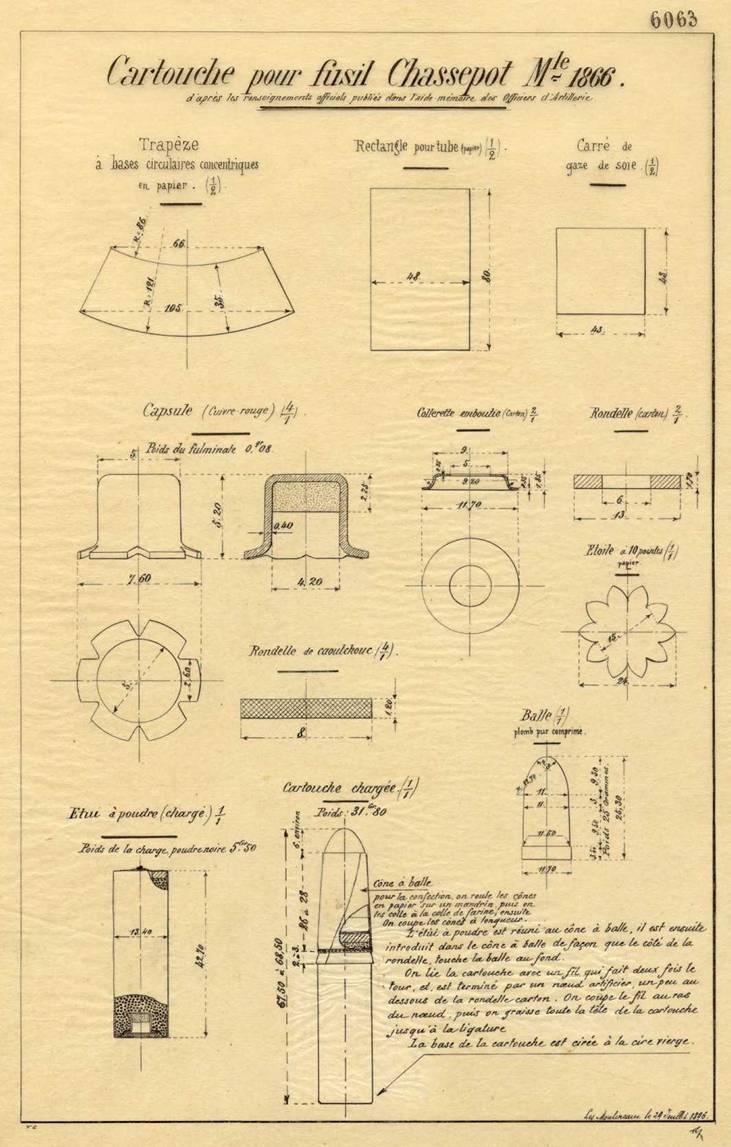
シャスポー銃用紙製薬莢の寸法図: 1876年

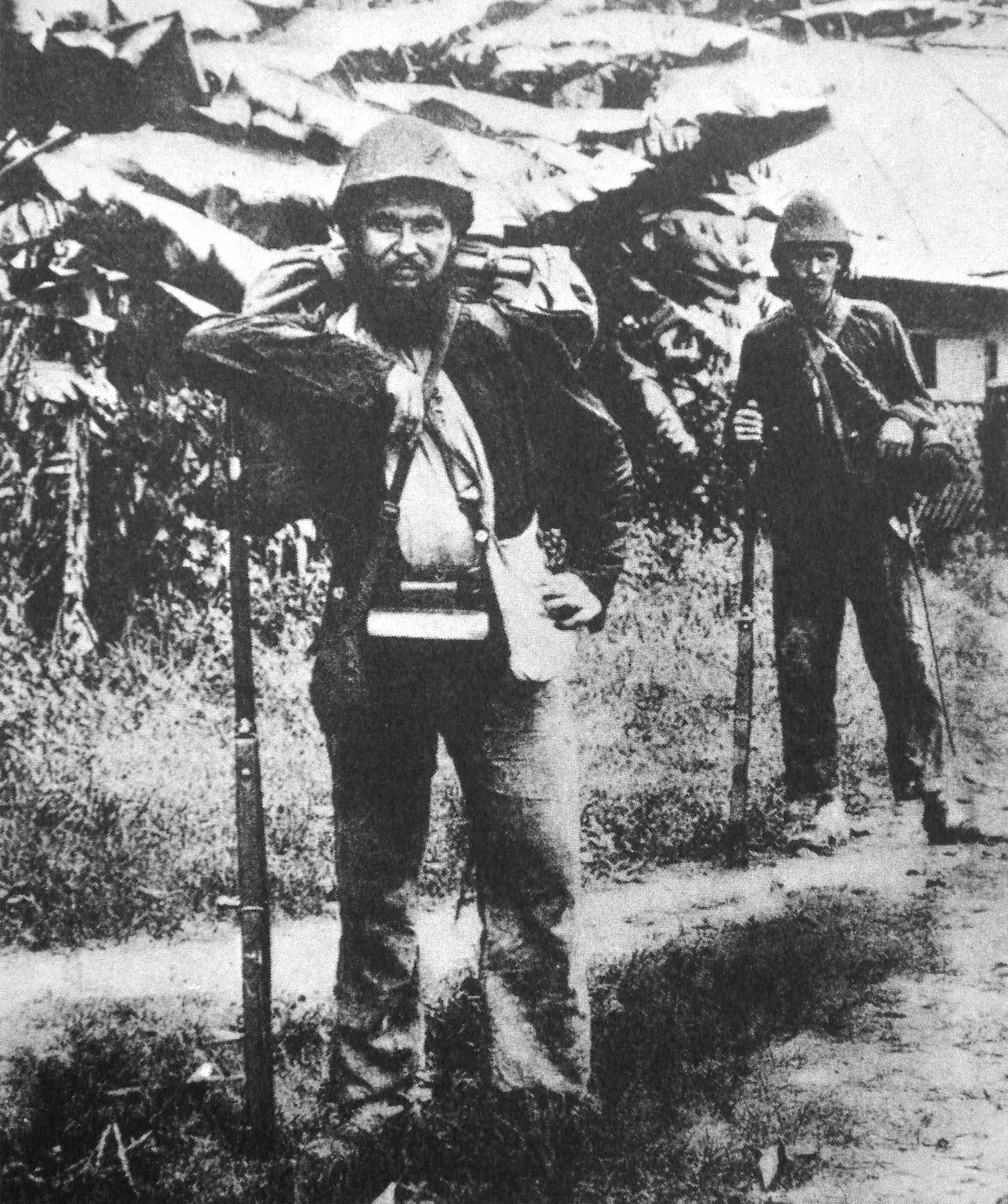
インドシナのフランス海兵隊員: 1888年

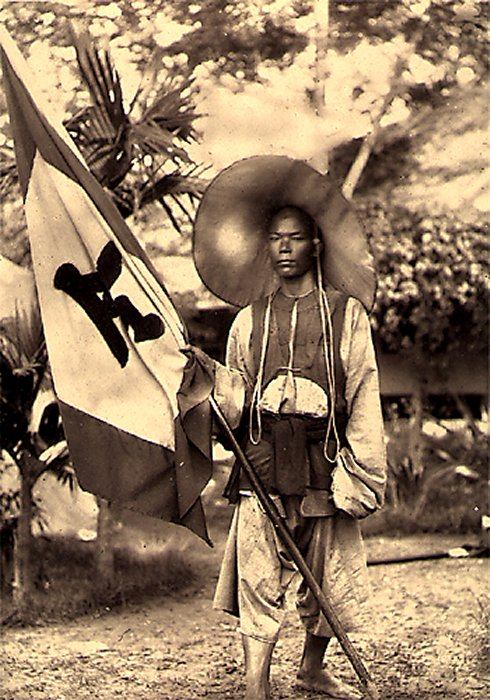
トンキン地方の黒旗軍兵士: 1885年

シャスポー銃の弾薬は発射時に燃え尽きてしまう紙製薬莢であり、ドライゼ銃の弾薬と基本構造は同じである。11mm径の円筒形丸頭鉛弾を使用し、その形状はドライゼ銃の紙製薬莢より細く長い。
ドライゼ銃の弾薬では、弾丸の後ろに雷管が装着されているため、着火させる際に紙製薬莢の後端を突き破る長い釘状の撃針（ドライゼ針）が火薬の燃焼に直接曝され、焼損して折れ易くなる欠点があった。シャスポー銃の弾薬では雷管の位置を紙製薬莢の後端に変更して、撃針（シャスポー針）が高熱に曝される部分を短くする事で焼損を回避していた。
撃発時には、撃針（シャスポー針）が紙製薬莢の後端にある厚紙を突き破り、アンビル（発火金・はっかがね）の役割を果たす銅製キャップと撃針に挟まれた雷汞が着火し、周囲の黒色火薬を燃焼させる構成となっていた。
ドライゼ銃の弾薬では弾丸の後ろという比較的しっかりした場所に雷管が固定されていたのに対して、シャスポー銃の弾薬では雷管を厚紙に糊で貼るだけという極めて脆弱な固定方法が採られていたため、不発が増える原因となった。
参照:紙製薬莢の後端部: 厚紙に貼り付けられた雷管（復元品）
このような脆弱な固定方法が必要になった理由は、シャスポー銃の弾薬はドライゼ銃の弾薬やボクサー式・ベルダン式などの現代薬莢とは異なり、雷管の開口部が黒色火薬とは反対側に向いていたため、雷管からの発火を黒色火薬に伝達する効率が悪いという問題があったからである。そのため、撃針（シャスポー針）で雷管を黒色火薬の中に無理やり押し込みながら着火させないと、うまく黒色火薬に二次着火させられなかった。
雷管の固定が脆弱であったため、撃針に突かれても着火しなかった雷管は、厚紙から脱落してしまって二度と着火させられなくなった。また、乾燥したフランス本国ではさして問題にならなかった湿気の影響で、糊がポロポロと剥がれて雷管への着火そのものが難しくなったり、雷管が着火しても黒色火薬に着火しないなど、シャスポー銃の弾薬にはアイデア倒れとも言うべき構造的欠陥があった（フランス製品の湿気への無頓着さは、現代でもブランド品バッグ内部に発生する“べたつき”や“カビの繁殖”などの現象からも端的に見る事ができる）。
特に高温多湿のインドシナでは、湿気と雨にまつわるトラブルが多発した。1873年、トンキン（ベトナム北部）で紅河上流への遡上ルートを調査中だったフランス海兵隊が劉永福率いる黒旗軍と遭遇して攻撃を受けた際に、弾薬が湿気ったシャスポー銃が使用できずに銃剣のみで戦う羽目になった。黒旗軍は旧式の火縄式や雷管式の前装銃を装備しており、湿気の影響をさほど受けずに射撃が出来たため、フランス軍は一方的に壊滅させられた。
ドライゼ銃とシャスポー銃に共通した問題として、紙製薬莢と黒色火薬を使うため連射の後には燃え滓とススが薬室やボルト先端にこびりつき、燃え残った雷管の銅製キャップがボルトの隙間にひっかかって、スムーズにボルトを操作できなくなるという問題もあった。これらの問題が完全に解決されるのは、金属薬莢と無煙火薬を使用する弾薬が主流となる19世紀末になる。
参照: 発射後にボルト先端部とゴムリングにこびりついた黒色火薬のスス
また、発射時に燃え尽きてしまう紙製薬莢を使うのが前提なため、いったん装填してしまった紙製薬莢を不発時などに強制的に引き出す排莢機構（抽筒子・エキストラクター）が存在せず、金属薬莢を使用し排莢機構を有するスナイドル銃のような銃に比べて、不発時の信頼性で劣るという欠点もあった。
なお、無薬莢式銃器の強制排莢は、決定的な解決策は今もって存在していない「古くて新しい」問題である。

## 金属薬莢式への改造
フランス最大のライバルだったイギリスは、シャスポー銃が採用される以前から金属薬莢の利用を進めていた。普仏戦争に勝利したドイツ帝国も、国内で供給できる金属材料だけで製造できる金属薬莢を使用する、モーゼル1871ライフルを採用した。敗戦国のフランスもこれに追随し、シャスポー銃を金属薬莢式に改造するための11mmx59.5R (11mm French Gras) 弾を採用し、グラース銃 (fusil Modèle 1866/74) として採用した。グラース銃には弾倉を追加して連発式としたタイプも少数製造された事が確認されている。
紙製薬莢を使用する最後の軍用銃としては8年余の短命に終わったシャスポー銃だったが、グラース銃に改造されて以降は1874年から1945年までの70年間に渡ってフランス本国と植民地で使用され続け、シャスポー銃の基本構造がいかに先進的で優れていたかを証明している。
なおシャスポー銃に限らず、当時のフランス製銃器には白みがき（鋼を酸化皮膜（＝いわゆる黒錆）で保護しない）という共通した表面処理が行われていた。これは見た目の優美さや威容はともかく、戦場ではキラキラと輝きすぎて敵軍に発見されやすいうえ、強力な腐食力を持つ黒色火薬や苛酷な自然環境ですぐに発生してしまう赤錆による劣化との闘いをフランス軍の兵士たちは強いられ続けた。

## 日本におけるシャスポー銃
慶応2年（1866年）12月、ナポレオン3世は軍事教官招聘契約の記念として2個連隊分（1800丁とも2000丁とも）のシャスポー銃を江戸幕府に無償提供している。また幕府も当時最新鋭のこの銃を、大名・旗本に売り込むために10000丁ほど注文している。 
同時期にイギリスで採用されたスナイドル銃は、戊辰戦争期にイギリスを通じて薩摩藩に導入されライバルとなった。戊辰戦争期にはスナイドル銃の数は少なかったが、スナイドル銃は簡単な加工で前装銃を後装式に改造できたため、既に多数輸入されていたエンフィールド銃を元に日本国内でも改造する事が可能（当時の鉄砲鍛冶は旧々式化していた数百年前の種子島式火縄銃まで後装銃に改造している）であり、完成度の高いボクサーパトロンは防水・防湿性に優れた密閉構造だったため、多湿・多雨な日本や当時イギリスの植民地だった南・東南アジアでも問題なく着火する信頼性を有していた。
これに対してシャスポー銃は、フランス語通詞が少なかったために教範（取扱・運用説明書）の日本語訳すら完了していなかった。さらに遠く離れたフランス本国で製造されていた専用弾薬の供給も困難であり、薬莢の構造と日本の気候の相性が悪く不発が多かったこともあって全く有効に運用されず、一説には江戸城開城の際に手付かずの状態で蔵に残されていたとも言われている。
大鳥圭介率いる幕府陸軍の精鋭部隊、伝習隊がシャスポー銃を使用していたという記述が散見されるが、これを真っ向から否定する研究者もいる。もっとも、雨が多く湿度の高い日本で紙製薬莢の扱いに苦労したり、不足した専用弾薬を大鳥が日本で作らせたがうまくいかなかった等の記録が残っていることから、伝習隊がシャスポー銃・ドライゼ銃といった紙製薬莢を使う後装式銃を一時期であれ使用していたことは確かなようである。
また幕府とフランスの関係以外に、先述のファーブル・ブランド商社を経由して独自にシャスポー銃1,600丁の購入を計画していた藩も存在していた。
明治新政府が日本陸軍を創建した後、紙製薬莢の問題とゴム部品の調達難から信頼性に欠けたシャスポー銃は主力小銃としては使用されなかったが、大阪鎮台の教導団歩兵第一大隊に配備された。明治5年に紙製薬莢の製造が行われていた記録があるが、日本製弾薬は不発が多く、不発率は三割に上り、大阪鎮台からはエンフィールド銃への交換要求が提出されている。1874年（明治7年）頃からシャスポー銃のボルトに嵌めるゴム部品の品質や購入についての記録が散見されるようになる。この時期は原産国のフランスでシャスポー銃から金属薬莢式のグラース銃への改造が行われていた。一旦は将来の統一装備として位置付けられ、日本陸軍がゴムの焼損に手を焼きながらもシャスポー銃を使用していた状況が記録されている。また、銃身と銃身止めはフランス風の白磨きだったため、湿度の高い日本では手入れに困ったとの記録もある。
また明治10年（1877年）、西南戦争で激戦が繰り広げられていた時期には、村田経芳少佐がドイツの企業に依頼してシャスポー銃を金属薬莢式に改造する計画を進めていた事も記録されている。
国産小銃となった村田銃を試作する過程では、シャスポー銃を金属薬莢用に改造したグラース銃を参考にして13年式村田銃が完成しており、村田銃はシャスポー銃から多くの構造を継承している。村田銃採用前後の時期には、村田銃の製造と並行してシャスポー銃も金属薬莢使用へ改造され、これは“シヤスポー改造村田銃”と呼ばれていた事も記録されており、十三年式村田銃はシャスポー/グラース銃の国産化計画の延長で製造された。

## 参照資料
- 国立公文書館収蔵資料
- 外務省外交史料館収蔵資料
- 防衛省防衛研究所収蔵資料
- 池辺茂彦 編『ワイルドムック35 日本陸軍兵器集』KKワールドフォトプレス、1979年。
- 石井孝 増訂 明治維新の国際的環境 吉川弘文館 1992年 ISBN 978-4642035071
- 山田千秋 日本軍制の起源とドイツ 原書房 1996年 ISBN 4-562-02772-X
- 佐山二郎 日露戦争の兵器―付・兵器廠保管参考兵器沿革書 光人社NF文庫 2005年 ISBN 978-4769824558
- 竹内力雄 日本でのシャスポー銃-西南戦争と教導団- 西南戦争之記録第三号 西南戦争を記録する会 2005年